# Kambisol
Kambisoly jsou referenční třída půd v Taxonomickém klasifikačním systému půd České republiky. Vznikají ze souvrství přemístěných pevných hornin či jiných substrátů. Hlavním půdotvorným procesem je zajílení, tj. intenzivní zvětrávání primárních minerálů ze silikátových substrátů, které vede k tvorbě minerálů sekundárních, a tím k obohacení půdní hmoty o jíl. V mírném podnebí probíhá brunifikace (hnědnutí) a sialitizace. Kambisoly se vyznačují braunifikovaným či pelickým horizontem, širokou škálou zrnitosti a chemických vlastností. U kambisolů se mohou vyskytovat všechny formy nadložního humusu a i několik humózních horizontů.
Kambisoly jsou půdy členitějšího reliéfu ležící na zalesněných svazích pahorkatin, vrchovin a hornatin, v menší míře (na sypkých substrátech) v rovinatém reliéfu.
Jde o nejrozšířenější půdní typ v České republice, který pokrývá zhruba 45 % plochy zemědělských půd. Do referenční třídy kambisoly náleží půdní typy kambizem a pelozem.

## Kambizem KA
Kambizemě jsou vývojově mladé půdy a vyvinuly se nejčastěji z rankerů a pararendzin. Název je odvozen z latinského slova cambiare – změnit. Dříve bývaly označovány jako hnědá (lesní) půda. Jsou vázány na silně členité reliéfy. Nachází se ve svažitých podmínkách v hlavních souvrstvích svahovin magmatitů a metamorfitů a zpevněných sedimentárních hornin. Mateční horniny jsou většinou nekarbonátové, skeletnaté, a proto je v půdní hmotě dostatek materiálu, který poměrně lehko podléhá zvětrávání, čímž se neustále uvolňují živiny, železo a jiné látky.
Kambizemě se vyskytují v mírném humidním klimatickém pásmu, a to především pod listnatými lesy. Vyznačují se kambickým hnědým metamorfovaným horizontem bez jílových povlaků. Co se týče zrnitosti jsou kambizemě nejčastěji hlinité. Karbonáty, pokud vůbec byly v půdní hmotě, jsou úplně vyluhované.
Kambizemě jsou velice rozmanité z hlediska trofismu (minerálního bohatství půdy, jež podmiňuje nasycenost či nenasycenost půd a tím i jejich odolnost vůči okyselení a podzolizaci), zrnitosti, chemických i fyzikálních vlastností a forem nadložního humusu (mul s příměsí moderu).
Kambizemě jsou převážně hluboké až velmi hluboké půdy a v jejich vlastnostech se odráží vliv půdotvorného substrátu a nadmořské výšky (tzv. bioklimatický činitel). S nadmořskou výškou stoupá hloubka půdy, zvyšuje se její kyprost, roste obsah humusu a hloubka prohumóznění, zároveň však větší množství srážek způsobuje větší vymývání. Vyznačují se bohatým podílem volných prostorů mezi agregáty i uvnitř agregátů a vysokou biotickou aktivitou.
Původní vegetací jsou listnaté lesy (dubohabrové až horské bučiny). Hlavními půdotvornými procesy jsou humifikace a sialitizace, tj. sialitické zvětrávání s tvorbou druhotného jílu bohatého na křemík, spojená s hnědnutím. 
Stratigrafie půdního profilu: Ah – Bv – BC – II C nebo Ap – Bv – Cr – R
Subtypy: modální, luvická, karbonátová, oglejená, podzolová…
Kambisoly jsou velmi charakteristické pro pohoří střední, západní a jihovýchodní Evropy.

## Pelozem PE
Nazývá se též slínovatka. Vyvíjí se ze slabě zpevněných jílů a slínů a ze svahovin jílovitě zvětrávajících břidlic v nižších, vlhčích polohách. Vyznačují se pelickým horizontem s obsahem jílu charakteristickým pro velmi těžké půdy. Mají plasmatickou stavbu, možný je melanický humusový horizont (do 30 cm). Pelozemě mají tendence k oglejení.
Chemicky se jedná o příznivé půdy, fyzikálně naopak o půdy velmi nepříznivé (jsou velmi těžké).
Původní vegetací jsou dubohabřiny. Hlavními půdotvornými procesy jsou vnitropůdní zvětrávání (fyzikální rozvolňování slabě zpevněné horniny) a humifikace.
Stratigrafie půdního profilu: O – Ah (nebo Ap) – Bp – II C
Subtypy: modální, melanická, oglejená, vyluhovaná. V Česku se pelozemě vyskytují v severovýchodních Čechách a na východní Moravě.